# Quercus aristata
Quercus aristata là một loài thực vật có hoa trong họ Cử. Loài này được Hook. & Arn. miêu tả khoa học đầu tiên năm 1841.